# Nightbreed
Nightbreed (en Español: Razas de la noche en México; Engendro de la noche en Argentina y Razas de noche en España) es una película estadounidense de terror de 1990 escrita y dirigida por Clive Barker, basada en su novela Cabal. Está protagonizada por Craig Sheffer, Anne Bobby, Doug Bradley y David Cronenberg.
A pesar de que fue pobremente recibida por taquilla y público en el momento de su estreno, actualmente es considerada como una película de culto.

## Argumento
Aaron Boone tiene sueños sobre Midian, una ciudad habitada por monstruos. Su novia Lori le convence de que vaya a un psicoanalista, el Dr. Phillip Decker, que es en realidad un asesino psicópata que le droga con LSD. Boone acaba en el hospital, donde conoce a Narcisse, un hombre aparentemente loco, que le habla de  Midian.
Boone sale del hospital y encuentra la ciudad secreta bajo un cementerio pero al ser un humano normal no es bien recibido, por eso vuelve a la superficie, mala idea, allí le espera Decker y unos policías de gatillo fácil que le matan. Boone fue mordido por uno de los monstruos de Midian y por eso revive en la morgue y decide volver a Midian donde ahora si es aceptado y bendecido con la sangre de Baphomet.
Lori se presenta en el cementerio con su amiga Sheryl, pero Decker las ha seguido y asesina a Sheryl. Boone rescata a Lori y la lleva a Midian donde descubre que los monstruos son en realidad buena gente, obligada a esconderse de los humanos.
Decker quiere acabar con las razas de noche y convence a unos milicianos para que le acompañen.
Boone les dice a las razas de noche que deben luchar si quieren sobrevivir.
A pesar de que entre los monstruos hay mujeres y niños los milicianos armados no tienen piedad, por eso Boone se ve obligado a liberar a los Berserkers, una raza que permanece en celdas debido a su locura. Los Berserkers cambian el rumbo de la batalla y Boone puede por fin matar a Decker.
Baphomet renombra a Boone como "Cabal" y le encarga encontrar un nuevo hogar para las razas de noche.

## Reparto
- Craig Sheffer ... Aaron Boone/Cabal
- Anne Bobby ... Lori Winston
- David Cronenberg ... Dr. Philip K. Decker
- Charles Haid ... Police Captain Eigerman
- Hugh Quarshie ... Detective Joyce
- Hugh Ross ... Narcisse
- Bernard Henry ... Baphomet
- Doug Bradley ... Dirk Lylesberg
- Catherine Chevalier ... Rachel
- Bob Sessions ... Pettine
- Malcolm Smith ... Ashberry
- Debora Weston ... Sheryl Ann
- Oliver Parker ... Peloquin
- Nicholas Vince ... Kinski
- Simon Bamford ... Ohnaka